# 常石敬一
常石 敬一（つねいし けいいち、1943年10月26日 - 2023年4月24日）は、日本の科学史・科学論研究者。
神奈川大学名誉教授。主な専門は科学史、科学社会学、STS（科学技術と社会）、生物化学兵器軍縮、731部隊の研究。

## 経歴
東京都出身。1966年に東京都立大学理学部物理学科を卒業、東京大学大学院工学系研究科を修了後、1973年に長崎大学講師となり、同大学教養部教授を経て、1989年より神奈川大学経営学部教授。2004年定年、名誉教授。
2023年4月24日、膵臓がんのため死去。79歳没。

## 松本サリン事件
松本サリン事件において、外因物質もそれを推測するための薬品などにについての情報もない段階であった、各社からの事件の初報である1994年6月28日夕刊で「有機リン系の農薬などの薬品が何らかの原因で池に流れ込むなどして、水や水中の藻、微生物などと反応し、神経ガス様のものが発生した可能性がある」とコメント。また原因物質がサリンであろうと警察が発表した翌日朝刊では「製造方法がわかっているのは原爆も同じだが、はるかに身近な材料で殺人兵器と同じものができてしまうことを見せつけたのが今回の事件だ」とのコメントが掲載された。

## 評価
731部隊研究の第一人者。

## 著書
- 『消えた細菌戦部隊 関東軍第731部隊』海鳴社　1981　のちちくま文庫
- 『骨は告発する 佐倉鑑定を読む』軍医学校跡地で発見された人骨問題を究明する会 1992
- 『日本医学アカデミズムと七三一部隊』軍医学校跡地で発見された人骨問題を究明する会　1993
- 『医学者たちの組織犯罪―関東軍第七三一部隊』朝日新聞社　1994　のち文庫
- 『七三一部隊―生物兵器犯罪の真実』講談社現代新書、1995年
- 『毒 社会を騒がせた謎に迫る』講談社　1999
- 『化学物質は警告する 「悪魔の水」から環境ホルモンまで』洋泉社　新書y、2000
- 『毒物の魔力 人間と毒と犯罪』2001　講談社+α新書
- 『謀略のクロスロード―帝銀事件捜査と731部隊』日本評論社、2002年
- 『化学兵器犯罪』講談社現代新書、2003年
- 『戦場の疫学』海鳴社　2005
- 『原発とプルトニウム パンドラの箱を開けてしまった科学者たち』2010　PHPサイエンス・ワールド新書
- 『結核と日本人 医療政策を検証する』岩波書店　2011
- 『3.11が破壊したふたつの神話 原子力安全と地震予知』御茶の水書房 神奈川大学評論ブックレット 2015
- 『クロニクル日本の原子力時代 1945～2015年』岩波現代全書 2015
- 『731部隊全史』高文研 2022

### 共編著
- 『細菌戦部隊と自決した二人の医学者』朝野富三共著　新潮社　1982
- 『奇病流行性出血熱』朝野富三共著　新潮社　1985
- 『原典科学史 近代から現代まで』広政直彦共編　朝倉書店　1987
- 佐瀬昌盛・秦郁彦共同監修『世界戦争犯罪事典』 文藝春秋、2002年

### 訳書
- スコーンランド『原子の歴史 ドルトンから量子力学まで』広重徹共訳　1971　みすず科学ライブラリー
- ジョン・プライス・ロゼー『科学哲学の歴史 科学的認識とは何か』紀伊国屋書店　1974
- トーマス・クーン『コペルニクス革命 科学思想史序説』紀伊国屋書店　1976　のち講談社学術文庫
- C.M.チポラ『時計と文化』1977　みすず科学ライブラリー
- クルト・メンデルスゾーン『科学と西洋の世界制覇』みすず書房　1980
- A.D.バイエルヘン『ヒトラー政権と科学者たち』1980　岩波現代選書
- 『標的・イシイ 731部隊と米軍諜報活動』編訳　大月書店　1984
- 『ヒポクラテスの西洋医学序説』小学館・地球人ライブラリー 1996
- ジェシカ・スターン『核・細菌・毒物戦争 大量破壊兵器の恐怖』講談社　2002
- E.クロディー『生物化学兵器の真実』杉島正秋共訳　シュプリンガー・フェアラーク東京　2003

## 論文
- 常石敬一